# Domani smetto
Domani smetto è il sesto album in studio del gruppo musicale italiano Articolo 31, pubblicato il 29 marzo 2002 dalla Best Sound.

## Descrizione
Nel disco vengono mantenuti temi della precedente storia musicale del gruppo: il disprezzo verso "raccomandati" e "figli di papà" (che emerge nella canzone Noi no), l'importanza esagerata data al denaro dalla società moderna (SoldiSoldiSoldi) e la ribellione di chi le regole non le accetta (Domani smetto). Il disco comprende anche le collaborazioni con Paola Turci (Fuck You), i Pooglia Tribe (Gente che spera) e Lele Fontana. A differenza dei lavori precedenti, quasi tutte le tracce dell'album presentano sonorità rap rock, parzialmente riproposte anche nel lavoro successivo Italiano medio.

## Tracce
1. Domani smetto – 2:37
2. Spirale ovale – 3:52
3. SoldiSoldiSoldi – 4:56
4. Fuck You (feat. Paola Turci) – 4:13
5. Pere – 3:04
6. Passa il funk (feat. Tony Fine, Thema e Space One) – 5:14
7. Gente che spera (feat. Reverendo) – 4:08
8. Milano Milano – 3:17
9. L'ultima bomba in città – 3:30
10. Due su due (feat. Grido) – 4:39
11. Non è un film – 4:11
12. L'altra metà – 4:41
13. Noi no – 4:57
14. The Banana Splits – 1:55
15. Traccia di silenzio 15 (traccia fantasma) – 0:09
16. Traccia di silenzio 16 (traccia fantasma) – 0:08
17. Traccia di silenzio 17 (traccia fantasma) – 0:07
18. La ballata di Johnny Cannuccia (traccia fantasma) – 8:30

## Formazione
Gruppo
- J-Ax - voce
- DJ Jad - giradischi

Altri musicisti
- Fausto Cogliati - chitarra acustica, programmazione, chitarra elettrica, talk box, batteria elettronica, sintetizzatore, basso
- Lele Fontana - basso, chitarra elettrica, tastiera, organo Hammond
- Francisco Buonafina - basso, Fender Rhodes, chitarra elettrica, sintetizzatore, violino
- Paolo Costa - basso
- Elio Rivagli - batteria
- Paolo Jannacci - fisarmonica
- Lorenzo Piscopo - chitarra acustica, chitarra elettrica
- Michele Papadia - organo Hammond
- Alessandro Branca - violoncello
- Paola Turci - chitarra acustica, voce (traccia 4)
- Tony Fine, Thema, Space One - voce (traccia 6)
- Reverendo - voce (traccia 7)
- Grido - voce (traccia 10)
- Fabio Ingrosso, Space One, Strano, Lola Feghaly, Lalla Francia, Paola Folli, Best Sound All Stars - cori

## Classifiche

### Classifiche settimanali
| Classifica (2002) | Posizione massima |
| ----------------- | ----------------- |
| Italia            | 1                 |

### Classifiche di fine anno
| Classifica (2002) | Posizione |
| ----------------- | --------- |
| Italia            | 24        |